# ベルゲン駅
座標: 北緯60度23分25秒 東経5度20分00秒 / 北緯60.3903度 東経5.3334度

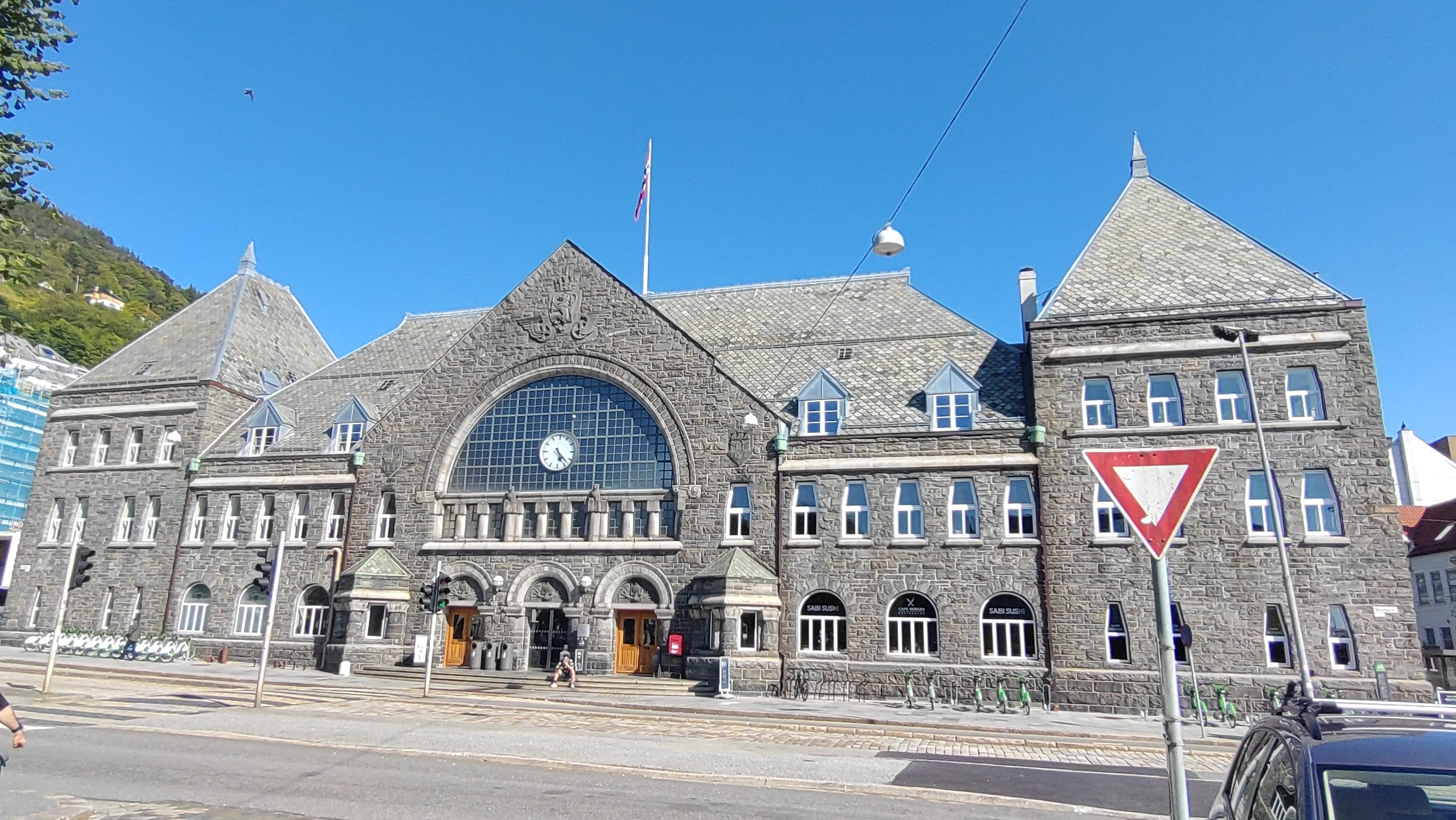
ベルゲン駅

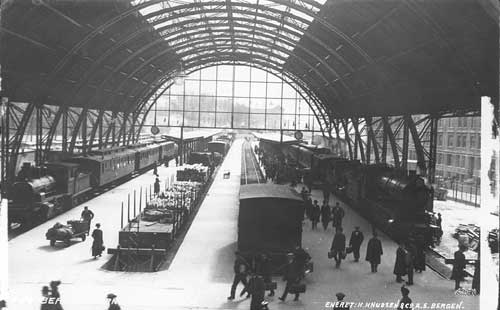
1913年、開業直後のベルゲン駅

ベルゲン駅（ノルウェー語: Bergen stasjon、英語: Bergen Station）はノルウェーのベルゲンにある主要駅であり、市内の中心部の東端に位置している。ベルゲン駅はベルゲン線の終点にあたりオスロからの列車やアルナ（en）、ヴォス、ミュルダール（en）からのBergen Commuter Railを走る列車が到着する。ベルゲン駅は1913年に開業しその4年後にはベルゲン線が開通した。
駅の建物はノルウェーにある壮麗な建物の一つである。建築家のJens Zetlitz Monrad KiellandがGamlehaugenやブリッゲンにある石造建築物と同様にデザインした。2003年以降、駅舎に大きな改変が行われないよう文化財として保護されている。
1921年にNorsk Spisevognselskapが設立されると、Norsk Spisevognselskapはベルゲン内に好立地のレストランを探そうとした。当時駅構内には小さいレストランしかなく、食料を保存するのに十分な空間がなかった。駅周辺の地価が高かったために、Norsk Spisevognselskapは1922年5月1日から駅でレストランの代わりにキオスクを開いた。同年、Norsk Spisevognselskapは駅の近くにホテルを開くよう議論を開始し、結果としてノルウェー国鉄、Norsk Spisevognselskap、その他の面々が株主となりHotel Terminusが開業された。1937年4月2日にはNorsk Spisevognselskapは駅にレストランを開業した。